# Zhao Fei
Zhao Fei (chiń. upr. 赵非; pinyin Zhào Fēi; ur. w 1961 w Xi’an) – chiński operator filmowy.
Jest synem architekta. W latach 1978–1982 uczęszczał do Pekińskiej Akademii Filmowej. Jest autorem zdjęć do kilkunastu filmów chińskich, ponadto w latach 1999-2001 znalazł się w obsadzie trzech produkcji wyreżyserowanych przez Woody’ego Allena. Jest także autorem scenografii do dwóch krajowych produkcji, a w 2011 wyreżyserował film Guang Gun Zhong Jie Zhe.

## Filmografia

### Zdjęcia
- Złodziej koni (1986)
- Lun hui (1988)
- Da taijian Li Lianying (1991)
- Zawieście czerwone latarnie (1991)
- Zakazane miasto. Środek wszechświata (1995)
- Bu jian bu san (1998)
- Cesarz i zabójca (1998)
- Słodki drań (1999)
- Drobne cwaniaczki (2000)
- Klątwa skorpiona (2001)
- Shou ji (2003)
- Wojownicy nieba i ziemi (2003)
- Tai yang zhao chang sheng qi (2007)
- Tie ren (2009)
- Rang zidan fei (2010)

### Scenografia
- Hao da yi dui yang (2004)
- Waiting in Beijing (2008)

### Reżyser
- Guang Gun Zhong Jie Zhe (2011)

## Nagrody i nominacje
- Nominacja do Złotego Koguta 1988 za Lun hui
- 3. miejsce w New York Film Critics Circle Awards 1992 za Zawieście czerwone latarnie
- Los Angeles Film Critics Association Awards 1992 za Zawieście czerwone latarnie
- National Society of Film Critics Awards 1993 za Zawieście czerwone latarnie
- Złoty Kogut 1999 za Cesarz i zabójca
- Nominacja do Złotego Koguta 2004 za Shou ji
- Nominacja do Asia Pacific Screen Awards 2007 za Tai yang zhao chang sheng qi (wraz z Ping Bing Lee i Tao Yangiem)
- Złota Sarna 2008 za Tai yang zhao chang sheng qi (wraz z Ping Bing Lee)
- Nominacja do Złotego Koguta 2009 za Tie ren
- Złoty Koń 2011 za Rang zidan fei
- Nominacja do Hong Kong Film Award 2012 za Rang zidan fei[1]